# ポートロワイヤルの戦い (1707年)
1707年のポートロワイヤルの戦い（ポートロワイヤルのたたかい、Siege of Port Royal）は、当時のイングランド 領アメリカ（ニューイングランド）の住民が、2度にわたって行った砦の包囲戦である。アン女王戦争中、ニューイングランド住民たちは、アカディア（現在のカナダのノバスコシア州とニューブランズウィック州の大部分）の首都のポートロワイヤル（現在のアナポリスロイヤル）を包囲して攻略し、イングランド領化することを考えていた。この2つの目論みは、ニューイングランドの民兵によって成し遂げられたが、指揮官は包囲戦の経験がなかった。ポートロワイヤルは2度の包囲戦によく耐えたが、これは、砦の外のアカディア住民やインディアンの援助によるものだった。
最初の包囲戦は、1707年の6月6日から11日間続いた。イングランド人大佐のジョン・マーチは、ポートロワイヤルの砦近くに陣地を構えようとしたが、技師が、それでは戦いに必要な大砲が据え付けられないと主張した。マーチは、作戦会議での不賛成の声をやり切れない思いで聞いていた。2度目の包囲戦は8月22日に始まったが、イングランド軍は安全な陣地を築くことは到底できなかった。アカディア総督ダニエル・ドージェ・ド・スーベルカスによって編成された、気合いの入った砲撃がイングランドを阻止したのである。
この包囲戦は、ボストンでは完敗とみなされ、指揮官は帰還と共に嘲笑の的となった。その後、1710年にポートロワイヤルで再び行われた包囲戦では、本国の軍を含めたより大きな部隊で臨み、この戦いの勝利で、アカディア半島におけるフランスの支配を終焉させた。

## 歴史的背景

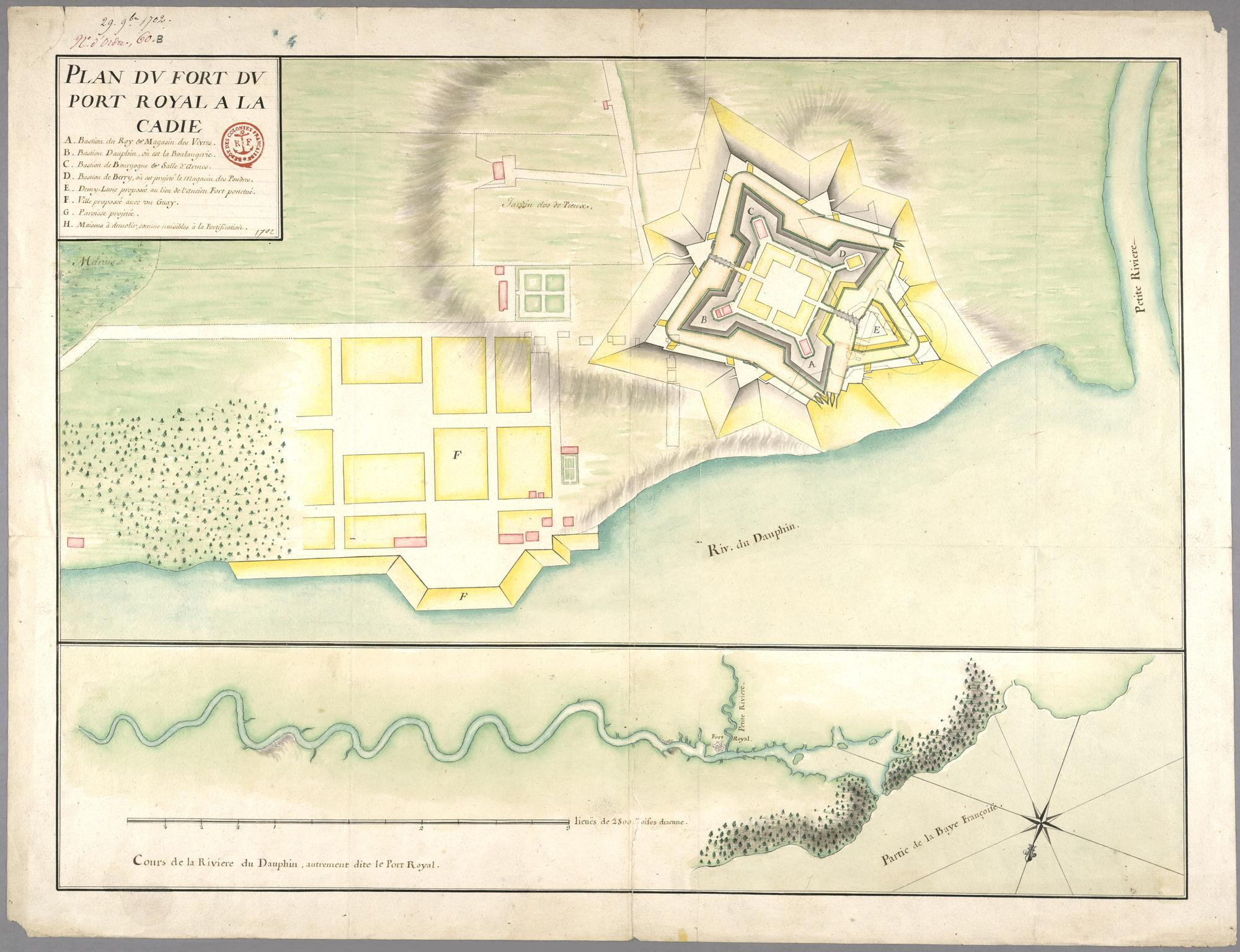
1702年当時のポートロワイヤル

ポートロワイヤルは、およそ1604年ごろに、フランス人がアカディアに入植を始めた当時から、この地域の首都だった。そのため、18世紀にイングランド系カナダ人住民とフランス系カナダ人住民との局地戦の舞台となり、1613年に、サミュエル・アーガル率いるイングランドの武装勢力がここを破壊したが、結局再建された。1690年には、マサチューセッツ湾植民地の部隊により攻略されたが、1697年、レイスウェイク条約によりフランスに返還された。

### フランスの砦建設
1702年のスペイン継承戦争（アン女王戦争）の勃発により、英仏双方の植民地においても、再び戦闘準備が進められた。アカディア総督のジャック=フランソワ・ド・モンベトン・ド・ブルイヤンは、戦争への参加に備え、既に1701年には、石と土塁による砦を作り、1704年にはその大部分が出来上がった 。1704年の2月に、フランスによるディアフィールド奇襲が起き、ボストンのイングランド系住民は、その年の5月に、ベンジャミン・チャーチを指揮官としてアカディアに遠征し、グランプレに襲撃を仕掛け、また他の集落をも襲った。この時、チャーチがポートロワイヤルを攻撃したか否かについては、英仏で証言が食い違っている。チャーチは自らの証言で、港に船を停泊して、攻撃すべきかどうか考えたが、最終的には攻撃をしないことに決定したと述べている。一方フランス側の証言では、小規模な攻撃があったとされている。
1706年、ダニエル・ドージェ・ド・スーベルカスがアカディア総督となってからは、アカディアは反撃姿勢に転じ、ニューイングランドのイングランド系住民への襲撃が奨励された。スーベルカスはまた、ポートロワイヤルからの、ニューイングランド船への私掠行為も奨励した、私掠は非常に功を奏した。グランドバンクスのイングランドの漁船隊は、1702年から1707年の間に80パーセント減少し、また、グランドバンクス沿岸部のイングランドの集落は襲撃を受けた。

### ニューイングランドの遠征準備

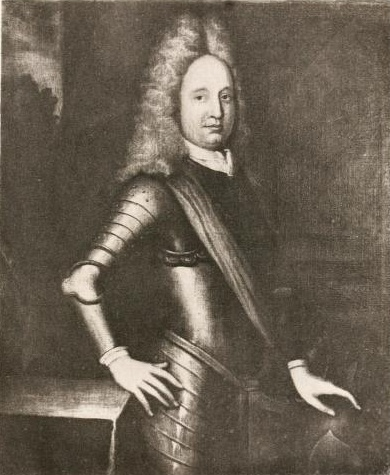
サミュエル・ヴェッチ

ボストンのイングランド人商人たちは、ポートロワイヤル相手に長年商売をしており、戦争が始まっても、一部の取引が続けられていた。とりわけ、サミュエル・ヴェッチに代表されるこれらの商人は、マサチューセッツ湾直轄植民地総督ジョセフ・ダドリーと親しく、1706年には、植民地立法府で、この商売は理不尽であるとの声が上がり始めた。ヴェッチはこの件に対応すべくロンドンに行き、ヌーベルフランスにイングランド軍を遠征させるようにとの主張を迫った。一方ダドリーは、かつてこの手の支援を本国に依頼したが、無視されており、フランスへの対抗姿勢を表すため、民兵軍をポートロワイヤルに遠征させることにした 。1707年の3月、ダドリーは1702年に発表した案を復活させ、遠征に植民地民兵を召集し、部分的にイングランド海軍の援助を仰ぐことにした。この提案は3月21日に立法府の同意を得たが、マサチューセッツ植民地は、遠征に賛成するか否かで反応が二分された。聖職者たちの一部は説教で賛成の意を表し、一方コットン・マザーは「神が人々を今後戦地につかわされることの無きように」と述べた。
マサチューセッツは、総勢1000人にもなる2つの大連隊を召集した。ニューハンプシャーからは60人、ロードアイランドからは80人が参加し、ケープコッドのインディアンからも志願兵を募った。この戦闘に関して、マサチューセッツでは盛り上がりを欠いていたため、召集は難しく、当局は兵士の人数を揃えるのに努力を強いられた。また、コネチカットも遠征に参加するよう要請を受けたが断った。1690年の遠征後のレイスウェイク条約で、ポートロワイヤルがフランスに返還されたことをよく思っていなかったのである。遠征軍の指揮は、マサチューセッツ民兵隊大佐のジョン・マーチが就任し、総勢1150人の民兵と450人の水兵が、24隻の軍艦で構成された艦隊で出発した。その中には、チャールズ・スタックリーが艦長を務める50門艦のデトフォードや、シプリアン・サウザックが艦長の、24門艦の植民地艦プロビンス・ギャラリーもあった。この時、ジョン・マーチは、かつてのマリシート族の捕虜であるジョン・ガイルズを通訳として同行させていた。

## 最初の包囲戦

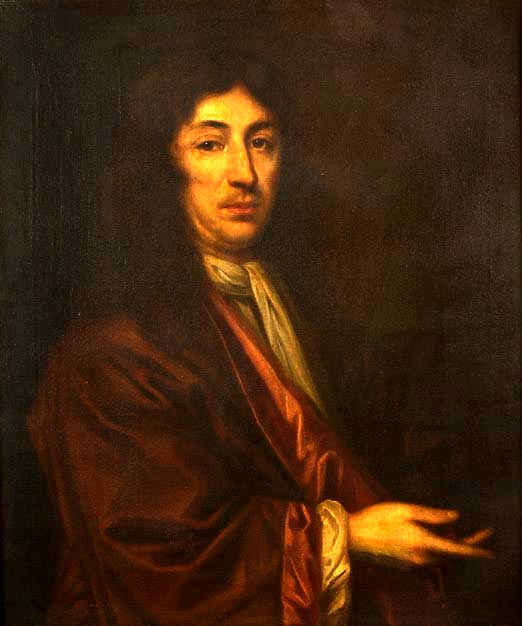
マサチューセッツ湾直轄植民地総督ジョセフ・ダドリー

6月6日、イングランドの艦隊は、ポートロワイヤル港の水路の外に着いた。部隊が上陸したのはその翌日だった。アカディア総督スーベルカスの兵は、その時点では海兵隊員100人程度だったが、幸運にも、60人ほどの別の兵が、その直前に建設されたフリゲート艦の指揮を執っており、彼らの援助も当てにできた。イングランド軍が到着する数時間前、スーベルカスは、若きベルナール＝アンセルム・ダバディ・ド・サンキャスタンに率いられたアベナキ族を迎え入れた。イングランド艦が着くや否や、スーベルカスは民兵を召集し、60人ほどが集結した。
イングランド軍の大佐のマーチは、砦の北に、700人ほどの兵と共に上陸し、別に300人ほどが、大佐のサミュエル・アップルトンの指揮の下、砦の南に回って、砦の回りをすっかり包囲した。いずれの軍も、砦からかなり距離のある場所に上陸したため、その日は進軍で終わった。スーベルカスは、翌8日の朝に小部隊を砦の南にやったが、アップルトン軍から砦へ追い返された。スーベルカス自身はそれよりも大きな部隊を率いて北へ向かい、マーチの軍が横切るであろう川で待ち伏せしたが、スーベルカスの馬が下の方から狙撃され、その後激しい戦いとなって、イングランド軍から砦へと押し戻された。
イングランド軍は砦から1.5マイル（2.4キロ）の地点に野営を張った。スーベルカスは、食糧を調達するイングランド軍に妨害を加えるため、何人かの兵を砦の外に出し、アカディア北部から、民兵の追加部隊が来ているという噂を広めさせた。イングランド軍は、どうにかして砦に近づこうとしたが、この軍の技師である大佐のジョン・レッドナップが、自軍の重砲（heavy cannon）がそれでは据え付けられないと言った。というのも、この大砲からの砲弾は、「砦のアカディアの指揮官を狙い撃ちしなければならなかった」からである。これにより、マーチ、レッドナップ、そしてスタックリーの間で足並みが乱れ、結局遠征は打ち切りとなった。6月16日に最後の攻撃を行った後、フランス側の証言によれば、この遠征によって、砦を攻略する目論みは失敗に終わったとあり、イングランドの証言では、単に砦の外の建物家屋を壊しただけの遠征とある。イングランド軍は17日に艦に乗り込んで帰国した。マーチはカスコ湾（現在のメイン州ポートランドの近く）まで艦隊を率いた。

## ボストンへの帰還

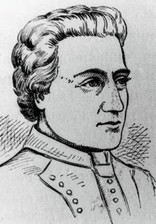
アカディア総督ダニエル・ドージェ・ド・スーベルカス

カスコ湾からマーチはボストンに手紙を送った、その中でマーチは、遠征の失敗をスタックリーとレッドナップのせいにしていた 。遠征失敗のニュースは伝令によって先に知らされており、ボストンに着いた時、彼らは女子供の一団からあざけりの言葉を浴びた。伝令の一人であったレッドナップは、自分は命令の範囲内で動いたとダドリーを説得し、失敗は概してマーチに責任があると言った。ダドリーはマーチに命令して、審議会（council）が次の遠征をどうすべきか決定する間、艦隊はそのままにして、すべての兵に、脱走すれば死罪にすると宣告し、そのまま船に乗せておいた。最終的にダドリーは三人委員会（2人の民兵大佐と、軍事経験のない法曹家ジョン・レヴェレット）にことを見極めさせ、ポートロワイヤルに2度目の遠征をするように指示した。この命令にもかかわらず、艦隊がら脱走する兵が多く、8月の終わりに再び出港した時には、兵の数は約850人にまで減っていた。マーチは指揮官を辞任し、代わって大佐のフランシス・ウェインライトが指揮官の任務に就いた。
アカディア総督のスーベルカスは、2度目の遠征をあらかじめ警戒しており、ニューイングランド軍の接近をさえぎるために、さらに防御を強化した 。運よく、ピエール・モルパン率いるフランスのフリゲート艦「アントルピド」が援軍を寄越し 、乗組員たちは防御要員に加えられ、値打ちのありそうな船を拿捕して、その積み荷を砦に必要な物資として供給した。

## 二度目の包囲戦
イングランド艦隊は、8月21日にポートロワイヤルの近くに到着し、翌日、ウェインライトと彼の部隊が、砦の南約2キロの地点に上陸した。彼らは砦の北1キロの地点まで進軍した。この地域はかつてマーチが野営を張ったところで、スーベルカスが防御のための土工をあきらめたその一つでもあった。8月23日、ウェインライトは、重砲を取りつけるため、300人を派遣して、道から邪魔なものを取り除かせた。しかし彼らは、スーベルカスが、ニューイングランド軍妨害のために寄越した兵により撃退された。ゲリラ式戦法と砦からの砲撃とで、スーベルカスの兵たちは、ウェインライトの兵たちを野営へと送り返した 。この退散は、明らかにイングランド兵のモラルに大きく影響した。ウェインライトは「我々の野営は敵に取り囲まれており、少なくとも100人以上の部隊がないと、任務を進めるのは危険であると判断する」と書き送った。
この遠征で最も大きな交戦は、茂みを刈り取っていたイングランド兵たちが、フランスとインディアンの連合軍に待ち伏せされ、9人が殺されたことだった。ニューイングランド軍の野営の状況は非常に悪化し、見方の軍艦砲が援護射撃をしてくれる範囲内にまで引きさがった。この野営地は防御がきちんとしておらず、イングランド兵は、あちこちから湧いてくるフランス兵やインディアンの狙撃や攻撃に悩まされた。8月31日、別の地点にウェインライトが2度目の上陸をし、スーベルカスは120人の兵を率いて砦を出た。70人ほどの兵が、イングランド軍相手に、斧やマスケット銃の台尻による接戦を繰り広げた。サンキャスタンと20人ほどの兵が負傷し、他に5人が戦死した。翌9月1日、イングランド軍は再び艦に乗り込んでボストンへ戻った。フランスは報告書の中で、ほぼ200人を殺したと主張したが、イングランド側は、16人が戦死、16人が負傷したと述べている。

## その後のニューイングランドとアカディア

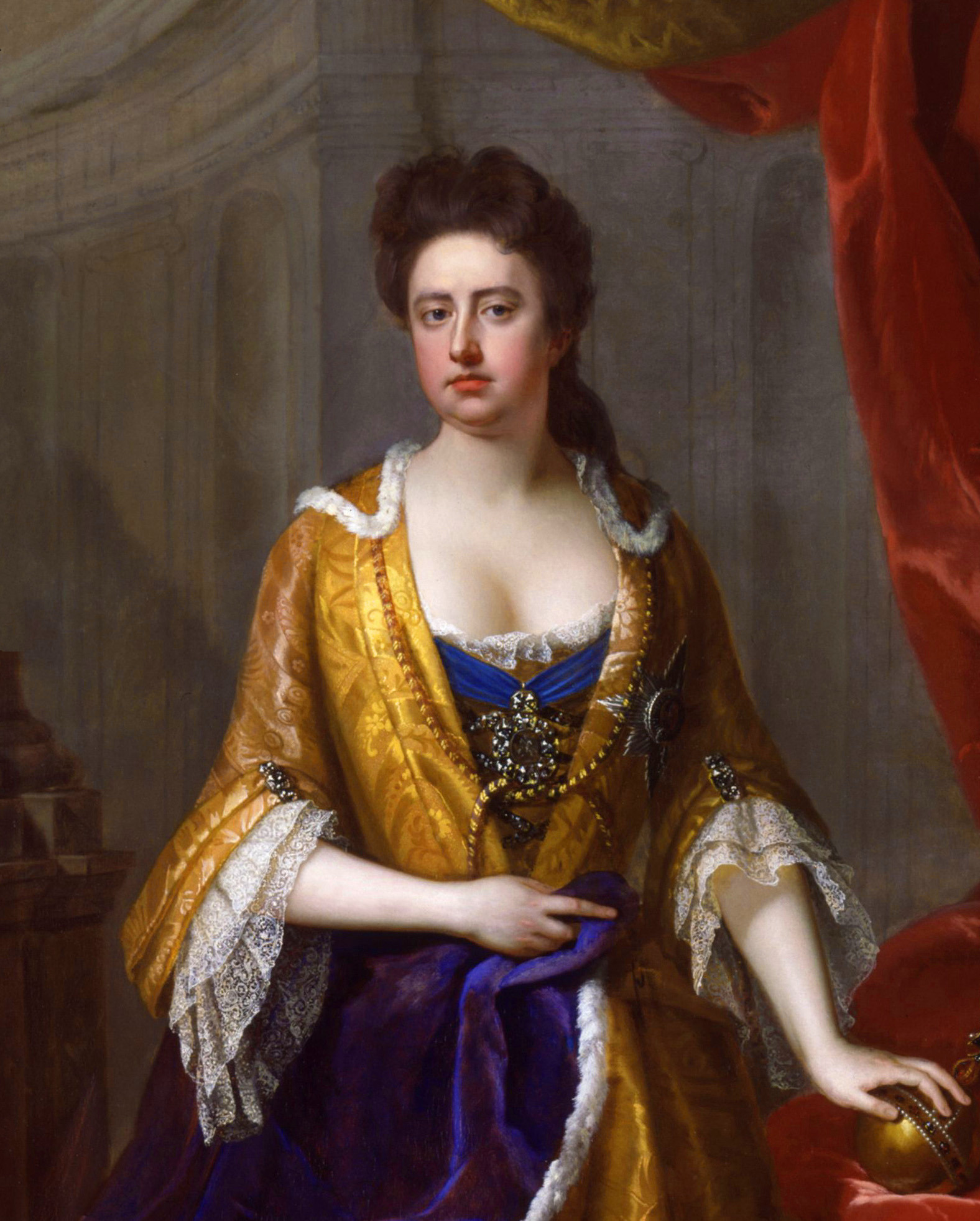
アン女王

遠征軍のボストンへの帰還はまたもあざけりの声に迎えられた。3人の指揮官たちは皮肉をこめて「3人のお歴々」「3人の英雄」と呼ばれた。ダドリーの報告書ではこの失敗は小さく扱われ、2度の戦闘で、ポートロワイヤルの周辺の農場を破壊したことに触れていた。ダドリーは遠征の失敗についての追及もしなかった、自分に非難が来るのを恐れたのである。
スーベルカスは、次の年もイングランド軍が来るのではないかと気をもみ、ポートロワイヤルの防御強化に尽力した。また、小さな軍艦を建設してアカディアの防御の助けとし。モルパンを説得してニューイングランドの船を襲わせた  。この私掠は成功をおさめたが、1708年の末までには、ポートロワイヤルは、拿捕した船から連れ帰った捕虜たちであふれるようになった。
上記のいずれもが、ポートロワイヤルへの次の攻撃には功を奏しなかった。フランス本国は相当量の物資をアカディアに送り損ね、一方イギリスは、より大きく、機能的に編成された軍を動員していた。サミュエル・ヴェッチは、ダドリーとボストン商人、そしてニューイングランドの漁民たちの支援を受け、1709年に、アン女王へのロビー活動によって、ヌーベルフランス全土を征服するための軍事援助を得ていた。これにより、ニューイングランドの住民たちは、イギリスからの部隊の到着への期待に力を結集した。この尽力は、約束された軍事援助が実現せず挫折したが、ヴェッチとフランシス・ニコルソンはその後イギリスに戻り、再びポートロワイヤル遠征への軍事援助の約束を取り付けた。1710年の夏、イギリスの海兵隊員400人を乗せた艦隊がボストンに到着した 。植民地の連隊により人数が増した遠征軍は、ポートロワイヤルの包囲に成功した。